# It (1990)
It, também conhecido no Brasil como It - Uma Obra-Prima do Medo, é uma telessérie norte-americana de 1990, adaptada do livro homônimo de Stephen King e que posteriormente foi lançada como um telefilme.

## Sinopse
Derry, no Maine, é uma pacata cidade que há  trinta anos foi aterrorizada por um ser conhecido como "A Coisa". Suas vítimas eram crianças, portanto se apresentava na maioria das vezes como o palhaço Pennywise (Tim Curry). Com esta forma ele reaparece três décadas depois. Quem sente sua presença é Michael Hanlon (Tim Reid), um bibliotecário e único de um grupo de sete amigos que continuou morando em Derry. Assim ele liga para Richard Tozier (Harry Anderson), Edward Kaspbrak (Dennis Christopher), Stanley Uris (Richard Masur), Beverly Marsh (Annette O'Toole), Benjamin Hanscom (John Ritter) e Bill Denbrough (Richard Thomas), pois todos os sete quando jovens, viram "A Coisa" e juraram combatê-la, caso surgisse outra vez. Porém este juramento pode custar suas vidas.

## Elenco
- Harry Anderson (Richie Tozier)
- Dennis Christopher (Eddie Kaspbrak)
- Richard Masur (Stan Uris)
- Annette O'Toole (Beverly Marsh)
- Tim Reid (Mike Hanlon)
- John Ritter (Ben Hanscom)
- Richard Thomas (Bill Denbrough)
- Tim Curry (Pennywise / A Coisa)
- Michael Cole (Henry Bowers)
- Jonathan Brandis (Bill Denbrough - 12 anos)
- Brandon Crane (Ben Hanscom - 12 anos)
- Adam Faraizl (Eddie Kaspbrak - 12 anos)
- Seth Green (Richie Tozier - 12 anos)
- Ben Heller (Stan Uris - 12 anos)
- Emily Perkins (Beverly Marsh - 12 anos)
- Marlon Taylor (Mike Hanlon - 12 anos)
- Jarred Blancard (Henry Bowres - 14 anos)
- Olivia Hussey (Audra Phillips)
- Michael Ryan (Tom Rogan)
- Tony Dakota (Georgie Denbrough)
- Steven Hilton (Zack Denbrough)
- Sheelah Megill (Sharon)
- Sheila Moore (Sonya Kaspbrak)
- Florence Patterson (Gray Kersh)
- Claire Brown (Arlene Hanscom)
- Caitlin Hicks (Patti Uris)
- Frank C. Turner (Alvin "Al" Marsh)
- Drum Garrett (Belch Huggins)
- Gabe Khouth (Victor Criss)
- Chelan Simmons (Laurie Ann Winterbarger)
- William B. Davis (Mr. Gedreau)
- Donna Peerless (Ms. Douglas)
- Garry Chalk (treinador)
- Tom Heaton (Mr. Keene)
- Paul Batten (farmacêutico)
- Kim Kondrashoff (Joey)
- Helena Yea (Rose)
- Charles Siegel (Nat)
- Susan Astley (Jean)
- Noel Geer (Bradley)
- Venus Terzo (Cyndi)
- Merrilyn Gann (Ms. Winterbarger)
- Laura Harris (Loni) (Sem créditos)[2]

## Premiações
- Ganhou o Emmy de Melhor Trilha Sonora - Especial/Mini-série, além de ter sido indicado na categoria de Melhor Edição - Especial/Mini-série.

## Dublagem brasileira oficial
Durante muito tempo, o filme foi debatido por alguns fãs brasileiros que juravam terem visto o filme dublado na Band e no SBT na década de 1990 e que tinha essa "suposta dublagem" em VHS mas que nunca viu a luz do dia até 2025, 35 anos depois do lançamento original, quando estreou na HBO Max com uma dublagem inédita. A dublagem foi realizada no estúdio carioca Wan Marc com direção de Marco Ribeiro e Jorge Vasconcelos no papel de Pennywise.